# Ishak Belfodil
Ishak Belfodil (Mostaganem, 12 gennaio 1992) è un calciatore algerino con cittadinanza francese, attaccante dell'IMT Belgrado.

## Biografia
Nato in Algeria, a 6 anni si trasferisce in Francia con la famiglia. Il padre, Bernaouda, possiede un'azienda di trasporti mentre la madre è un'infermiera. Ha un fratello, anch'egli calciatore. Cresce ad Élancourt, un comune nella periferia parigina.
Il 5 giugno 2023 è stato arrestato con l'accusa di tentato omicidio della sorella. Tuttavia lui viene presto rilasciato e il caso archiviato.

## Caratteristiche tecniche
Centravanti fisicamente prestante e discretamente veloce, eccelle nel tiro e nel dribbling. È capace di ricoprire i ruoli di prima punta (posizione che predilige e ha ricoperto più spesso in carriera), seconda punta ed ala (in cui è stato talvolta impiegato da Walter Mazzarri). È molto abile nel difendere la sfera spalle alla porta, giocando di sponda e aiutando gli esterni, ma anche poco disciplinato tatticamente, motivo per cui il tecnico Mazzarri lo ha lasciato spesso in panchina durante il periodo all'Inter.
Per via delle sue caratteristiche è stato paragonato a Karim Benzema, di origini algerine come lui e con il quale ha giocato anche assieme all'Olympique Lione. Belfodil si ispira a Ronaldo e il suo idolo è Zlatan Ibrahimović. Descritto come promessa del calcio internazionale è in grado di unire qualità e quantità.

## Carriera

### Club

#### Inizi
Belfodil inizia la sua carriera calcistica all'OSC Élancourt, club situato nella periferia occidentale di Parigi, ed è qui che trascorre i suoi anni di formazione. In seguito si unisce alla squadra del Trappes F.C., fallendo i provini per partecipare alla Clairefontaine Accademica. Nel 2005 approda al PSG, venendo inserito nelle giovanili. Nel 2006, è entrato a far parte dell'A.C. Boulogne-Billencourt, società che ha avuto calciatori arrivati alla fama internazionale come Hatem Ben Arfa e Issiar Dia. Nel 2007, è acquistato dal Clermont Foot, club di Ligue 2. Trascorre solo un anno al Clermont Under-16 con la quale segna anche 15 gol nel campionato nazionale di categoria, diventando così il capocannoniere del campionato.

#### Olympique Lione e Bologna
Il 13 novembre 2008 l'Olympique Lione annuncia l'acquisto di Belfodil, che firma un triennale. Nella stagione 2008-2009 gioca con l'U-18, raggiungendo le semifinali della Coupe Gambardella, dove in 6 gare mette a segno 2 gol. Nella medesima annata è aggregato alla prima squadra dell'Olympique Lione, esordendo nella stagione successiva dove gioca 3 partite di campionato, scendendo in campo anche nel terzo turno preliminare della Champions League, nella vittoria per 3-1 sull'Anderlecht. Dall'estate 2010 al dicembre 2011 gioca nella seconda formazione dell'Olympique Lione collezionando 27 presenze e segnando 12 gol, giocando anche 7 incontri di Ligue 1 con la prima squadra. In totale con la squadra francese, in due anni e mezzo, gioca 13 partite (10 in Ligue 1, 3 in Champions League) senza mai andare a segno. In questo periodo il suo ingaggio è di 160000 € annui.
Il 31 gennaio 2012 passa in prestito al Bologna. Fa il suo esordio in Serie A il 26 febbraio 2012 contro l'Udinese. Il 29 aprile, con un'azione personale dalla fascia sinistra dopo pochi minuti dal suo ingresso, contribuisce al gol del 3-1 contro il Genoa. Conclude il campionato con 8 presenze senza gol, chiuso nella squadra felsinea da Di Vaio e Acquafresca, subentrando spesso a partita in corso.

#### Parma
Il 30 giugno 2012 l'Olympique Lione ufficializza il suo passaggio a titolo definitivo al Parma. Esordisce in campionato con la maglia del Parma il 25 agosto 2012 contro la Juventus subentrando nel secondo tempo. Il 2 settembre segna il suo primo gol in maglia crociata, ai danni del Chievo.
Realizza la sua prima doppietta in Serie A il 16 dicembre nella partita casalinga con il Cagliari, terminata 4-1 per i ducali. Dopo un ottimo girone d'andata, subisce un calo in quello di ritorno, dovuto soprattutto alle insistenti voci di calciomercato, ma anche al cambio di posizione, che lo ha portato dal ruolo di prima punta a quello di seconda punta o come attaccante esterno sulla fascia. Conclude la sua prima stagione parmense con 34 partite giocate (di cui 1 in Coppa Italia) e ben 8 gol.

#### Inter, Livorno e ritorno al Parma

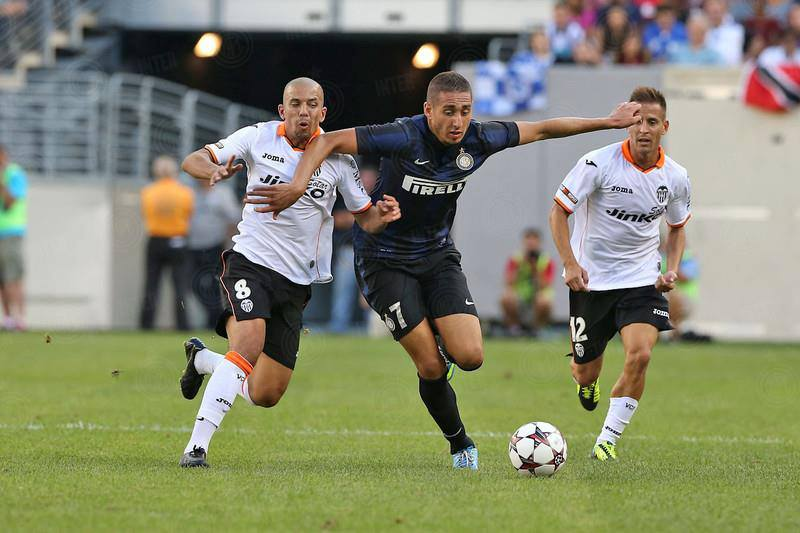
Belfodil contrastato dal connazionale Feghouli durante un'amichevole tra e.

Nel luglio 2013 viene acquistato, in compartecipazione, dall'Inter. Nell'ambito della stessa operazione, Cassano si trasferisce al Parma a titolo definitivo. L'esperienza della punta africana a Milano si rivela deludente, con un solo gol all'attivo e un'espulsione contro il Verona per l'accenno di lite con Moras. A metà campionato passa al Livorno, completando una stagione negativa: non va infatti mai a segno con i labronici, retrocessi a fine torneo.
Il 20 giugno 2014 il Parma risolve a proprio favore l'accordo di compartecipazione con l'Inter per Belfodil. Nel campionato successivo realizza una sola rete, risolvendo anzitempo il contratto con la società ducale. In tal modo, il giocatore rinuncia ai crediti vantati nei confronti del club (sia per il periodo precedente il fallimento che per il mancato pagamento degli stipendi durante l'esercizio provvisorio).

#### Baniyas e Standard Liegi
Il 28 luglio 2015 firma un contratto biennale con il Baniyas, club militante nella Arabian Gulf League. Con la maglia del club emiratino disputa 25 partite, segnando 13 gol. Il 31 agosto 2016 risolve il suo contratto con la squadra.
Il 1º settembre firma un contratto annuale con opzione per un secondo con lo Standard Liegi, club militante in Pro League.

#### Werder Brema e Hoffenheim
Il 31 agosto 2017 passa in prestito al Werder Brema. Il 15 maggio 2018, dopo 29 presenze totali con sei reti segnate, viene acquistato a titolo definitivo dall'Hoffenheim per 5,5 milioni di euro dallo Standard Liegi, con cui firma un contratto quadriennale. Il 25 settembre 2018, alla quinta giornata di Bundesliga, firma il successo nella partita finita 1-3 vs Hannover trovando il suo primo gol in campionato al 93'. Il 2 ottobre 2018 segna il primo gol in stagione in Champions League contro il Manchester City. Termina la stagione 2018-2019 con un bottino di 17 reti totali.

#### Hertha Berlino
Il 23 agosto 2021 viene acquistato dall'Hertha Berlino.

#### Al-Gharafa
Dopo una stagione a Berlino, il 21 agosto 2022 Belfodil firma un contratto di due anni con l'Al-Gharafa, squadra del Qatar.

### Nazionale
Ha disputato 3 partite con la nazionale Under-17 francese partecipando al campionato europeo di calcio Under-17 del 2009. Successivamente ha giocato 6 partite con l'Under-18, segnando 2 reti.
Incluso nei 23 convocati dal commissario tecnico dell'Algeria Vahid Halilhodžić per l'edizione della Coppa Africa 2013 disputatasi in Sudafrica, Belfodil non ha risposto alla chiamata, preferendo rimandare la scelta su quale nazionale rappresentare definitivamente: alla fine sceglie l'Algeria e il 29 luglio 2013 viene di nuovo convocato dal CT dell'Algeria Vahid Halilhodžić per l'amichevole contro la Guinea del 14 agosto 2013, esordendo al 46º al posto di Soudani.
Nel maggio 2014 non viene inserito nella lista dei 30 pre-convocati per il Mondiale brasiliano del 2014, venendo quindi escluso dal CT Halilhodžić. Il 30 marzo 2015 va in rete per la prima volta con la Nazionale algerina, siglando una doppietta in amichevole contro l'Oman.

## Statistiche

### Presenze e reti nei club
Statistiche aggiornate al 29 luglio 2024.
| Stagione              | Squadra               | Campionato            | Campionato | Campionato | Coppe nazionali | Coppe nazionali | Coppe nazionali | Coppe continentali | Coppe continentali | Coppe continentali | Altre coppe | Altre coppe | Altre coppe | Totale | Totale |
| Stagione              | Squadra               | Comp                  | Pres       | Reti       | Comp            | Pres            | Reti            | Comp               | Pres               | Reti               | Comp        | Pres        | Reti        | Pres   | Reti   |
| --------------------- | --------------------- | --------------------- | ---------- | ---------- | --------------- | --------------- | --------------- | ------------------ | ------------------ | ------------------ | ----------- | ----------- | ----------- | ------ | ------ |
| 2008-2009             | O. Lione 2            | CFA                   | 8          | 1          | -               | -               | -               | -                  | -                  | -                  | -           | -           | -           | 8      | 1      |
| 2009-2010             | O. Lione 2            | CFA                   | 19         | 7          | -               | -               | -               | -                  | -                  | -                  | -           | -           | -           | 19     | 7      |
| 2010-2011             | O. Lione 2            | CFA                   | 13         | 4          | -               | -               | -               | -                  | -                  | -                  | -           | -           | -           | 13     | 4      |
| Totale O. Lione 2     | Totale O. Lione 2     | Totale O. Lione 2     | 40         | 12         |                 | -               | -               |                    | -                  | -                  |             | -           | -           | 40     | 12     |
| 2009-2010             | O. Lione              | L1                    | 3          | 0          | CF+CdL          | 0               | 0               | UCL                | 1                  | 0                  | -           | -           | -           | 4      | 0      |
| 2010-2011             | O. Lione              | L1                    | 0          | 0          | CF+CdL          | 0               | 0               | UCL                | 0                  | 0                  | -           | -           | -           | 0      | 0      |
| 2011-gen. 2012        | O. Lione              | L1                    | 7          | 0          | CF+CdL          | 0               | 0               | UCL                | 2                  | 0                  | -           | -           | -           | 9      | 0      |
| Totale O. Lione       | Totale O. Lione       | Totale O. Lione       | 10         | 0          |                 | 0               | 0               |                    | 3                  | 0                  |             | -           | -           | 13     | 0      |
| gen.-giu. 2012        | Bologna               | A                     | 8          | 0          | CI              | -               | -               | -                  | -                  | -                  | -           | -           | -           | 8      | 0      |
| 2012-2013             | Parma                 | A                     | 33         | 8          | CI              | 1               | 0               | -                  | -                  | -                  | -           | -           | -           | 34     | 8      |
| 2013-gen. 2014        | Inter                 | A                     | 8          | 0          | CI              | 2               | 1               | -                  | -                  | -                  | -           | -           | -           | 10     | 1      |
| gen.-giu. 2014        | Livorno               | A                     | 17         | 0          | CI              | 0               | 0               | -                  | -                  | -                  | -           | -           | -           | 17     | 0      |
| 2014-mag. 2015        | Parma                 | A                     | 23         | 1          | CI              | 0               | 0               | -                  | -                  | -                  | -           | -           | -           | 23     | 1      |
| Totale Parma          | Totale Parma          | Totale Parma          | 56         | 9          |                 | 1               | 0               |                    | -                  | -                  |             | -           | -           | 57     | 9      |
| 2015-2016             | Banyias               | AL                    | 23         | 11         | EEC+CPA         | 2+3             | 0+4             | -                  | -                  | -                  | -           | -           | -           | 28     | 15     |
| 2016-2017             | Standard Liegi        | D1                    | 25+7       | 11+3       | CB              | 0               | 0               | UEL                | 5                  | 3                  | SB          | 0           | 0           | 37     | 17     |
| ago. 2017             | Standard Liegi        | D1                    | 3          | 0          | CB              | -               | -               | -                  | -                  | -                  | -           | -           | -           | 3      | 0      |
| Totale Standard Liegi | Totale Standard Liegi | Totale Standard Liegi | 28+7       | 11+3       |                 | 0               | 0               |                    | 5                  | 3                  |             | 0           | 0           | 40     | 17     |
| 2017-2018             | Werder Brema          | BL                    | 26         | 4          | CG              | 3               | 2               | -                  | -                  | -                  | -           | -           | -           | 29     | 6      |
| 2018-2019             | Hoffenheim            | BL                    | 28         | 16         | CG              | 2               | 0               | UCL                | 5                  | 1                  | -           | -           | -           | 35     | 17     |
| 2019-2020             | Hoffenheim            | BL                    | 5          | 0          | CG              | 0               | 0               | -                  | -                  | -                  | -           | -           | -           | 5      | 0      |
| 2020-2021             | Hoffenheim            | BL                    | 14         | 0          | CG              | 2               | 0               | UEL                | 4                  | 1                  | -           | -           | -           | 20     | 1      |
| Totale Hoffenheim     | Totale Hoffenheim     | Totale Hoffenheim     | 47         | 16         |                 | 4               | 0               |                    | 9                  | 2                  |             | 0           | 0           | 60     | 18     |
| 2021-2022             | Hertha Berlino        | BL                    | 26+2       | 5+0        | CG              | 2               | 1               | -                  | -                  | -                  | -           | -           | -           | 30     | 6      |
| 2022-2023             | Al-Gharafa            | QSL                   | 18         | 6          | QSC+EQC         | 4+2             | 1+1             | -                  | -                  | -                  | -           | -           | -           | 24     | 8      |
| 2023-2024             | Sabah                 | PL                    | 18         | 3          | AC              | 3               | 2               | -                  | -                  | -                  | -           | -           | -           | 21     | 5      |
| Totale carriera       | Totale carriera       | Totale carriera       | 334        | 80         |                 | 26              | 12              |                    | 17                 | 5                  |             | 0           | 0           | 377    | 97     |

### Cronologia presenze e reti in nazionale
| Cronologia completa delle presenze e delle reti in nazionale ― Algeria | Cronologia completa delle presenze e delle reti in nazionale ― Algeria | Cronologia completa delle presenze e delle reti in nazionale ― Algeria | Cronologia completa delle presenze e delle reti in nazionale ― Algeria | Cronologia completa delle presenze e delle reti in nazionale ― Algeria | Cronologia completa delle presenze e delle reti in nazionale ― Algeria | Cronologia completa delle presenze e delle reti in nazionale ― Algeria | Cronologia completa delle presenze e delle reti in nazionale ― Algeria |
| Data                                                                   | Città                                                                  | In casa                                                                | Risultato                                                              | Ospiti                                                                 | Competizione                                                           | Reti                                                                   | Note                                                                   |
| ---------------------------------------------------------------------- | ---------------------------------------------------------------------- | ---------------------------------------------------------------------- | ---------------------------------------------------------------------- | ---------------------------------------------------------------------- | ---------------------------------------------------------------------- | ---------------------------------------------------------------------- | ---------------------------------------------------------------------- |
| 14-8-2013                                                              | Blida                                                                  | Algeria                                                                | 2 – 2                                                                  | Guinea                                                                 | Amichevole                                                             | -                                                                      | 46’                                                                    |
| 10-9-2013                                                              | Blida                                                                  | Algeria                                                                | 1 – 0                                                                  | Mali                                                                   | Qual. Mondiali 2014                                                    | -                                                                      | 90’                                                                    |
| 6-9-2014                                                               | Addis Abeba                                                            | Etiopia                                                                | 1 – 2                                                                  | Algeria                                                                | Qual. Coppa d'Africa 2015                                              | -                                                                      | 69’                                                                    |
| 10-9-2014                                                              | Blida                                                                  | Algeria                                                                | 1 – 0                                                                  | Mali                                                                   | Qual. Coppa d'Africa 2015                                              | -                                                                      | 78’                                                                    |
| 11-10-2014                                                             | Blantyre                                                               | Malawi                                                                 | 0 – 2                                                                  | Algeria                                                                | Qual. Coppa d'Africa 2015                                              | -                                                                      | 68’                                                                    |
| 11-1-2015                                                              | Radès                                                                  | Tunisia                                                                | 1 – 1                                                                  | Algeria                                                                | Amichevole                                                             | -                                                                      | 46’                                                                    |
| 19-1-2015                                                              | Mongomo                                                                | Algeria                                                                | 3 – 1                                                                  | Sudafrica                                                              | Coppa d'Africa 2015 - 1º turno                                         | -                                                                      | 60’                                                                    |
| 23-1-2015                                                              | Mongomo                                                                | Ghana                                                                  | 1 – 0                                                                  | Algeria                                                                | Coppa d'Africa 2015 - 1º turno                                         | -                                                                      | 56’                                                                    |
| 27-1-2015                                                              | Malabo                                                                 | Senegal                                                                | 0 – 2                                                                  | Algeria                                                                | Coppa d'Africa 2015 - 1º turno                                         | -                                                                      | 80’                                                                    |
| 1-2-2015                                                               | Malabo                                                                 | Costa d'Avorio                                                         | 3 – 1                                                                  | Algeria                                                                | Coppa d'Africa 2015 - Quarti di finale                                 | -                                                                      | 72’                                                                    |
| 26-3-2015                                                              | Doha                                                                   | Qatar                                                                  | 1 – 0                                                                  | Algeria                                                                | Amichevole                                                             | -                                                                      | 46’                                                                    |
| 30-3-2015                                                              | Doha                                                                   | Oman                                                                   | 1 – 4                                                                  | Algeria                                                                | Amichevole                                                             | 2                                                                      | 82’                                                                    |
| 13-6-2015                                                              | Blida                                                                  | Algeria                                                                | 4 – 0                                                                  | Seychelles                                                             | Qual. Coppa d'Africa 2017                                              | -                                                                      | 65’ 74’                                                                |
| 14-11-2015                                                             | Dar es Salaam                                                          | Tanzania                                                               | 2 – 2                                                                  | Algeria                                                                | Qual. Mondiali 2018                                                    | -                                                                      | 46’                                                                    |
| 7-10-2017                                                              | Yaoundé                                                                | Camerun                                                                | 2 – 0                                                                  | Algeria                                                                | Qual. Mondiali 2018                                                    | -                                                                      |                                                                        |
| 12-10-2018                                                             | Blida                                                                  | Algeria                                                                | 2 – 0                                                                  | Benin                                                                  | Qual. Coppa d'Africa 2019                                              | -                                                                      | 82’                                                                    |
| 16-10-2018                                                             | Cotonou                                                                | Benin                                                                  | 1 – 0                                                                  | Algeria                                                                | Qual. Coppa d'Africa 2019                                              | -                                                                      | 74’                                                                    |
| 25-3-2022                                                              | Douala                                                                 | Camerun                                                                | 0 – 1                                                                  | Algeria                                                                | Qual. Mondiali 2022                                                    | -                                                                      | 76’ 90+8’                                                              |
| 29-3-2022                                                              | Blida                                                                  | Algeria                                                                | 1 – 2 dts                                                              | Camerun                                                                | Qual. Mondiali 2022                                                    | -                                                                      | 120+2’                                                                 |
| Totale                                                                 |                                                                        | Presenze                                                               | 19                                                                     |                                                                        | Reti                                                                   | 2                                                                      |                                                                        |

## Palmarès

### Club

#### Competizioni giovanili
- Championnat de France amateur des réserves:3

O. Lione 2: 2009, 2010, 2011